# Glauconycteris egeria
Glauconycteris egeria är en fladdermusart som först beskrevs av Thomas 1913.  Glauconycteris egeria ingår i släktet Glauconycteris och familjen läderlappar. Inga underarter finns listade i Catalogue of Life.
Arten når en absolut längd av 85 till 94 mm, inklusive en 35 till 48 mm lång svans samt en vikt av 5,5 till 7,5 g. Den har 37 till 39 mm långa underarmar, en vingspann av 270 till 291 mm och 12 till 19 mm stora öron. Pälsen har en enhetlig brun färg och dessutom är flygmembranen mörkbrun. Öronen är ungefär trekantiga med avrundade kanter. Dessutom är kraniet större vad som skiljer arten från Glauconycteris beatrix och Glauconycteris poensis.
Denna fladdermus förekommer i centrala Afrika från Kamerun över norra Kongo-Brazzaville och norra Kongo-Kinshasa till västra Uganda. Habitatet är antagligen skogar i låglandet.